# Xiajiadian
Die Xiajiadian-Stätte ist eine archäologische Stätte in Nordchina, nach der bronzezeitliche Kulturen benannt sind. Sie liegt in Chifeng, Innere Mongolei, und wurde 1960 ausgegraben. 
Die Kulturen der unteren und der oberen Schicht von Xiajiadian (chinesisch 夏家店上层文化, Pinyin Xiàjiādiàn shàngcéng wénhuà, englisch Xiajiadian Culture, upper stratum bzw. 夏家店下层文化,  Xiàjiādiàn xiàcéng wénhuà, englisch Xiajiadian Culture, lower stratum) sind nach ihr benannt. Die Zeit der unteren Schicht umfasst die Zeit von 2000 bis 1500 v. Chr., der oberen Schicht von 1000 bis 300 v. Chr. Die Stätte liefert wichtiges Material für die Erforschung der frühen Bronzezeit in Nordchina.
Die Xiajiadian-Stätten (chinesisch 夏家店遗址群, Pinyin Xiàjiādiàn yízhǐ qún) in Chifeng (Neolithikum bis Zeit der Streitenden Reiche) stehen seit 2006 auf der Liste der Denkmäler der Volksrepublik China (6-30).